# Bernard George Davis
Bernard George Davis (11 de dezembro de 1906—28 de agosto de 1972) foi um editor estadunidense. Ele e William Bernard Ziff, Sr. fundaram a Ziff Davis Inc. em 1927. Em 1957, vendeu sua parte na sociedade para William Ziff, Jr., e fundou sua própria editora, a Davis Publishing.